# Rio Pirituba
O rio Pirituba é um rio do estado de São Paulo, no Brasil. Pertence à bacia hidrográfica do rio Paranapanema.

## Etimologia
"Pirituba" procede do tupi antigo piripirityba, que significa "ajuntamento de juncos", através da composição de piripiri (junco) e tyba (ajuntamento).

## Percurso
O rio Pirituba nasce nos municípios de Apiaí e Bom Sucesso de Itararé, na localização geográfica latitude 24º18'26" sul e longitude 48º59'00" oeste, a cerca de dois quilômetros da localidade de Campo da Boa Vista. Da nascente, segue em direção oeste (270º) pelo estado de São Paulo, e depois desvia para o norte (0º) nas proximidades de Bom Sucesso de Itararé e vai desaguar no rio Taquari, no município de Itaberá. Na sua margem esquerda, tem, como afluente, o rio Invernada.                                     Deságua no rio Taquari na localização geográfica latitude 23º49'52" sul e longitude 49º00'47" oeste.
Percorre, neste trajeto, uma distância de mais ou menos 72 quilômetros.